# RS-441
Pour les articles homonymes, voir Route 441.
La RS 441 est une route locale du Nord-Est de l'État du Rio Grande do Sul reliant la municipalité de Nova Prata à celle de Guaporé. Elle dessert Nova Prata, Vista Alegre et Guaporé, et est longue de 38 km. Elle n'est pas asphaltée.